# 蘭納湖
48°34′08″N 13°45′38″E / 48.568791°N 13.76059°E

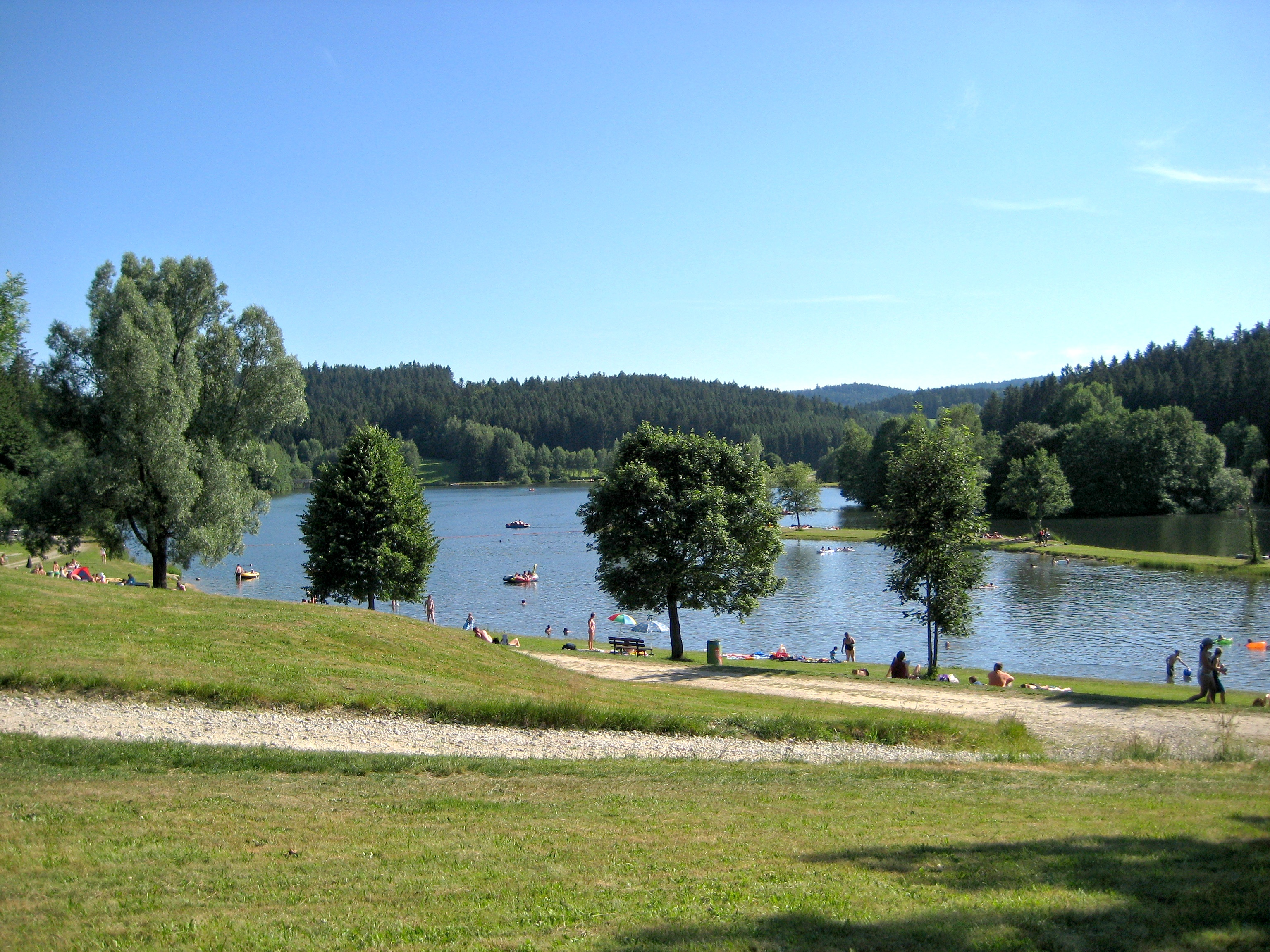

蘭納湖（德語：Rannasee），是中歐的人工湖泊，位於奧地利和德國接壤的邊境，落成於1983年，面積0.2平方公里，海拔高度514米，最大水深8米，水體容量45萬立方米。